# Clemens Schöpf
Clemens Josef Schöpf (* 12. August 1899 in Gersfeld; † 17. Dezember 1970 in Darmstadt) war ein deutscher Hochschullehrer und Chemiker, der auf dem Gebiet Alkaloide forschte.

## Leben und Forschung
Schöpf begann sein Chemiestudium an der Technischen Universität München und setzte es bis 1918 an der Albert-Ludwigs-Universität Freiburg fort, bis er 1923 zum Dr.-Ing. promoviert wurde. An der Ludwig-Maximilians-Universität München habilitierte er sich beim Nobelpreisträger Heinrich Otto Wieland 1927 und wurde 1929 ordentlicher Professor und Direktor des Instituts für Organische Chemie an der Technischen Hochschule Darmstadt. Hier trat er die Nachfolge von Hermann Finger an.
Schöpf arbeitete schon in den 1920er- und 1930er-Jahren an der Strukturaufklärung und Synthese einer Vielzahl von Naturstoffen, insbesondere Alkaloiden. Nennenswert sind unter anderen seine Arbeiten zu Pteridinen, Morphin-Alkaloiden, Lupinen-Alkaloiden und Salamander-Alkaloiden. Die vollständige Synthese des Tropinons, einer Vorstufe des Atropins, die zuvor schon Robert Robinson gelang, aber von Schöpf optimiert wurde, nennt man heute Robinson-Schöpf-Synthese.
Viele dieser Forschungsprojekte setzte Schöpf über Jahrzehnte fort und übernahm auch andere Aufgaben, wie die Mitherausgabe der Fachzeitschrift Chemische Berichte ab 1947. Besonderes Interesse wandte er für die Erklärung natürlicher (auch „biogenetischer“) Reaktionsschritte zur Entstehung von Alkaloiden wie des Morphins auf, die er dann unter möglichst „physiologischen“ oder biomimetischen Bedingungen nachzuvollziehen versuchte. Auch andere bedeutende Stoffklassen, etwa die Piperidine und Berberine, untersuchte er bis in die 1960er-Jahre.
Clemens Schöpf zu Ehren trägt das Institut für Organische Chemie und Biochemie der Technischen Universität Darmstadt seit 2002/2003 den Namen „Clemens-Schöpf-Institut“.
Schöpf war der Sohn aus der Ehe von Josef Schöpf und Anna geb. Dietz. Aus seiner Ehe mit Charlotte, geb. Fell (1903–89), stammten die zwei Söhne Albert und Erwin Schöpf.

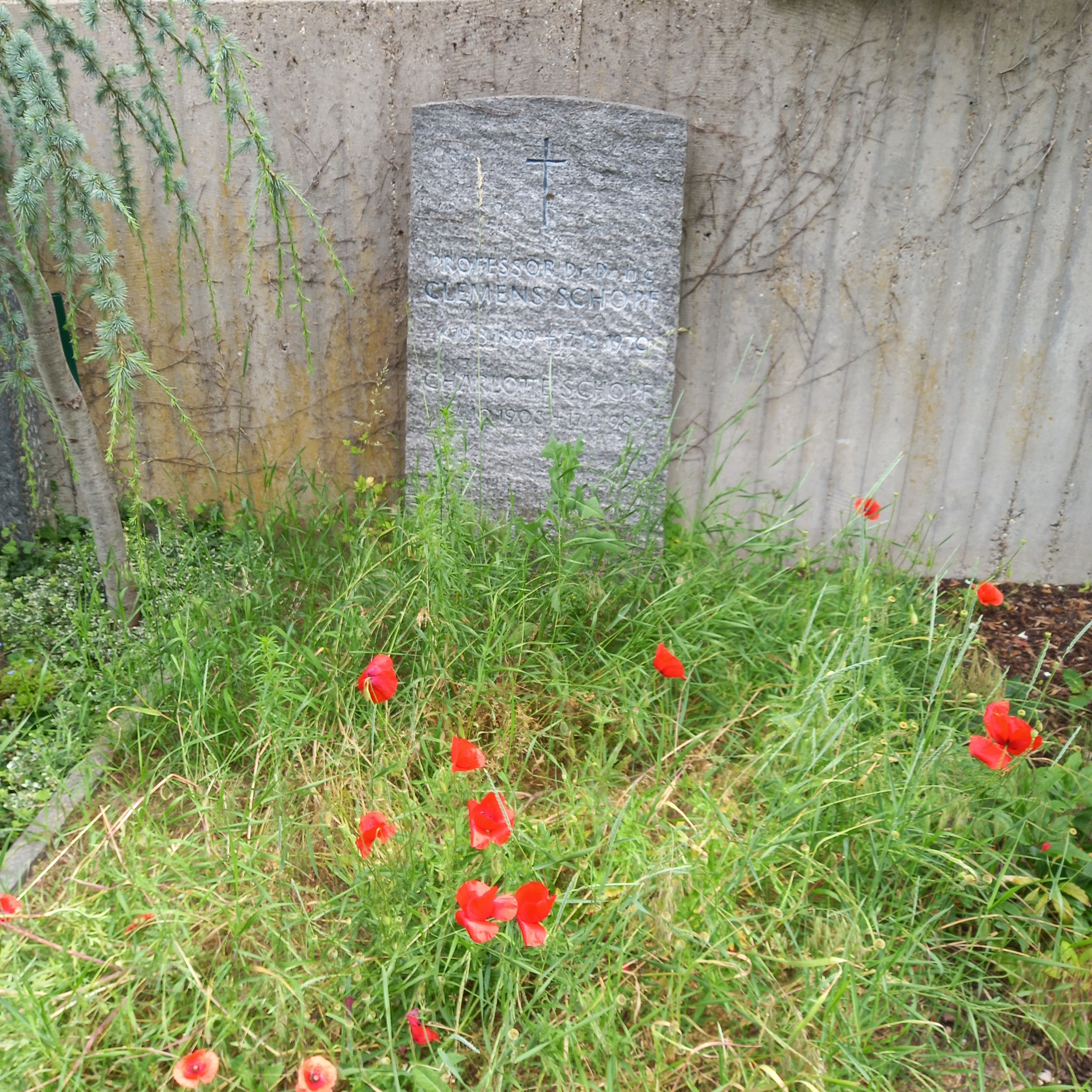
Das Grab von Clemens Schöpf und seiner Ehefrau Charlotte geborene Fell auf dem Bessunger Friedhof in Darmstadt

## Ehrungen und Auszeichnungen
- Für seine wissenschaftlichen Erfolge erhielt Schöpf 1940 die Emil-Fischer-Medaille des Vereins Deutscher Chemiker
- 1942: Ordentliches Mitglied der Heidelberger Akademie der Wissenschaften (seit 1950 korrespondierendes Mitglied)[4]
- 1942: Mitglied der Deutschen Akademie der Naturforscher Leopoldina[5]
- 1944: Korrespondierendes Mitglied der Bayerischen Akademie der Wissenschaften[6]
- 1959: Ehrendoktor der Universität Freiburg
- 1960: Paul-Karrer-Medaille in Gold

## Veröffentlichungen (Auswahl)
- 1926 – mit H. Wieland: Über das Leukopterin, das weiße Flügelpigment der Kohlweißlinge (Pieris brassicae und P.napi), in: Berichte der deutschen chemischen Gesellschaft (A und B), 59(8), S. 2067–2072
- 1927 – Die Konstitution der Morphiumalkaloide, in: Justus Liebigs Annalen der Chemie, 452(1), S. 211–267
- 1928 – mit E. Schmidt: Über die Alkaloide der Lupinen. Gemeinsam mit Otto Thomä, Erich Schmidt und Willy Braun. in: Justus Liebigs Annalen der Chemie, 465(1), S. 97–147
- 1934 – mit W. Braun: Über Samandarin, das Hauptalkaloid im Gift des Feuer- und Alpensalamanders, in: Justus Liebigs Annalen der Chemie, 514(1), S. 69–136
- 1935 – mit G. Lehmann: Die Synthese des Tropinons, Pseudopelletierins, Lobelanins und verwandter Alkaloide unter physiologischen Bedingungen, in: Justus Liebigs Annalen der Chemie, 518(1), S.- 1–37
- 1947 – mit A. Komzak, F. Braun, E. Jacobi, M.-L. Bormuth, M. Bullnheimer, I. Hagel: Über die Polymeren des ∆1-Piperideins, in: Justus Liebigs Annalen der Chemie, 559(1), S. 1–42
- 1952 – Zur Frage der Biogenese der Morphiumalkaloide, in: Naturwissenschaften, 39(11), S. 241–243
- 1965 – mit M. Schweickert: Über ein angebliches Konformationsisomeres des Tetrahydroberberins, in: Chemische Berichte, 98(8), S. 2566–2571